# Ещенко, Николай Дмитриевич
Никола́й Дми́триевич Е́щенко (26 октября (7 ноября) 1876, Киев — 1 ноября 1931, Белград) — офицер Русской императорской армии, Генерального штаба подполковник (1916), участник Первой мировой войны, затем — офицер армии УНР, генерал-хорунжий (1920), эмигрировавший в 1921 году в Югославию.

## Биография
Уроженец Киевской губернии (родился в Киеве), православного вероисповедания. Сын чиновника, титулярного советника.
Окончил Киевское реальное училище (7 классов) и 2 курса в Санкт-Петербургском лесном институте.

### Служба в Русской армии
В сентябре 1899 года, по воинской повинности, поступил на действительную военную службу вольноопределяющимся 2-го разряда и 30.09.1899 был принят  в Киевское военное училище юнкером рядового звания. По окончании, по 1-му разряду, полного трёхлетнего курса училища, в августе 1902 года произведен, по экзамену, из фельдфебелей в подпоручики со старшинством с 13.08.1901 и с назначением на службу в 7-й саперный батальон, расквартированный в Харькове. В мае 1905 года был переведен в Очаковскую крепостную минную роту; в октябре того же года, за выслугу лет, произведен в поручики.
В марте 1906 года поручик Ещенко был переведен обратно в 7-й саперный батальон, а в марте 1907 года переведен во Владивостокский крепостной минный батальон.
Окончил по 1-му разряду курс офицерского класса Военно-электротехнической школы в Санкт-Петербурге.
С осени 1909 года штабс-капитан Ещенко — слушатель Императорской Николаевской военной академии (Санкт-Петербург). В октябре 1909 года за выслугу лет произведен в штабс-капитаны.
В мае 1912 года, по окончании по 1-му разряду 2-х классов и дополнительного курса Академии, был переведен в 6-й саперный батальон, расквартированный в Киеве (состоял младшим офицером во 2-й саперной роте). Был причислен к Генеральному штабу.
В 1913—1914 годах находился в прикомандировании на 1 год к 166-му пехотному Ровненскому полку (г. Киев) для прохождения цензового командования ротой; командовал 12-й ротой полка.
Участник Первой мировой войны. В ноябре 1914 года произведен в капитаны, с переводом в Генеральный штаб и с назначением обер-офицером для поручений при штабе 12-го армейского корпуса (Юго-Западный фронт). В мае 1915 года назначен старшим адъютантом штаба того же корпуса.
В июне 1916 года назначен исправляющим должность штаб-офицера для поручений при штабе 33-го армейского корпуса. В августе 1916 года произведен в Генерального штаба подполковники, с утверждением в занимаемой должности.
В феврале 1917 года подполковник Ещенко был назначен исправляющим должность начальника штаба сформированной в январе 1917 года 159-й пехотной дивизии; в мае 1917 года назначен исправляющим должность начальника штаба 117-й пехотной дивизии, входившей в состав войск 8-я армии (Юго-Западный, с августа 1917 года — Румынский, фронт).

### Служба в украинской армии
После Февральской революции и начавшихся демократических преобразований в стране и в армии, выразил желание служить в украинизированных частях Русской армии. В октябре 1917 года добровольно прибыл в распоряжение генерал-лейтенанта Скоропадского, командующего украинизируемым 34-м армейским (1-м Украинским) корпусом Русской армии. 05.12.1917 был командирован в распоряжение Генерального секретаря военных дел УНР Семёна Петлюры.
С 10 марта 1918 года — начальник управления военных коммуникаций Генерального штаба (УНР, затем — Украинской державы). Был переаттестован в чин войскового старшины.
С декабря 1918 года, после прихода к власти Директории УНР, — начальник отдела связи штаба действующей армии УНР. С 9 марта 1919 года — начальник военных коммуникаций действующей армии; произведен в полковники. В декабре 1919 года, после поражения армии УНР, интернирован польскими властями в Ровно.
В 1920 году — участник Советско-польской войны на стороне поляков в составе восстановленной армии УНР. Был назначен начальником управления военных коммуникаций Генерального штаба УНР. С 05.10.1920 — генерал-хорунжий армии УНР. С 15.10.1920 — 1-й генерал-квартирмейстер Генерального штаба армии УНР. В конце 1920 года, по окончании военных действий, был повторно интернирован в польских лагерях для украинских военных.

### В эмиграции
С 23.03.1921 — в бессрочном отпуске; 14.06.1921 — отбыл к своей семье, которая в то время находилась в Сербии (по состоянию на 1914 год — был женат, имел восьмилетнего сына и пятилетнюю дочь). В эмиграции жил в Югославии.
Скончался 1 ноября 1931 года в Белграде. Похоронен на Новом кладбище Белграда (номер участка/ряда/могилы: 90/3/158).

## Награды
- Орден Святого Станислава 3-й степени (ВП от 25.12.1905)
- Орден Святой Анны 3-й степени (ВП от 19.05.1912), — «…за отличные успехи в науках, …»
- Медаль «В память 300-летия царствования Дома Романовых» (1913)
- Орден Святой Анны 4-й степени с надписью «За храбрость» (11.12.1914; ВП от 12.12.1914, страница 10), — «…за отличие в делах против австрийцев»
- Орден Святого Станислава 2-й степени с мечами (11.12.1914; ВП от 12.12.1914, страница 11), — «…за отличие в делах против австрийцев»
  - мечи и бант к ордену Святого Станислава 3-й степени (утв. ВП от 10.07.1915)
- Георгиевское оружие (ВП от 25.09.1916), — …за то, что 4-го, 5-го и 6-го марта 1916 года, находясь в окопах против неприятельского предмостного укрепления у сел. Михальче, на р. Днестре, под действительным ружейным, пулеметным и артиллерийским огнем с явною для своей жизни опасностью руководил устройством и поверкой сети для взрыва горнов; 6-го марта лично взорвал их, следствием чего было разрушение значительной части главной линии укреплений противника, а также его проволочных заграждений, что сильно облегчило штурм и взятие нашими частями предмостного укрепления[17].
- Дважды Высочайшее благоволение (ВП от 06.10.1916 и от 14.12.1916), — «…за отличия в делах против неприятеля»
- Орден Святой Анны 2-й степени с мечами (1917)?

## Память
- См. Памятник «Старшинам Армии УНР — уроженцам города Киева».